# ゼロ・モステル
ゼロ・モステル（Zero Mostel,  1915年2月28日 - 1977年9月8日）は、アメリカ合衆国のコメディアン、俳優である。

## 来歴
1915年、ニューヨークブルックリン区に生まれる。ユダヤ系アメリカ人の家庭だった。もともとの本名は「サミュエル・ジョエル・モステル」というものだったが、ナイトクラブで活動する際の芸名で「ゼロ」とエージェントに命名された。父親が農場を購入したことで、幼少期にコネチカット州へ移り住むが生活は苦しく、その後一家は再びニューヨークへ戻っている。ニューヨークへ戻った後も一家の生活は金銭的に苦しいものだったが、そんな生活の中でモステル自身はユーモアのセンスを築き上げていった。
学校での成績も優秀で、高校卒業後はニューヨーク市立大学シティカレッジへ進学。美術を専攻して1935年に同カレッジを卒業した。その後はそれまで培ったコメディセンスを活かし、マンハッタンのナイトクラブなどでコメディアンとしてのキャリアをスタートさせ、徐々に人気を博していった。そのうち露出の幅も広げ、1943年に『Du Barry Was a Lady』で映画デビュー。1950年代に入ると、ショービジネスでのキャリアを本格化させ、1967年に出演したメル・ブルックス監督の『プロデューサーズ』ではジーン・ワイルダーと主役を演じ、高い評価を得た。1969年に製作され1976年に公開されたコメディ映画『サムライ・コップ ～おとぼけクン～』では、フランキー堺、岸恵子らとも共演している。
また舞台における活動も高く評価されており、様々な演目へ出演した。その演技力は高い評価を受け1961年に『Rhinocéros』へ出演した際にはトニー賞 演劇主演男優賞、1965年の『屋根の上のバイオリン弾き』ではトニー賞 ミュージカル主演男優賞をそれぞれ受賞しており、それ以外ではオビー賞も受賞している。

### 私生活
これまで2度の結婚歴があり、1939年に最初の妻Clara Sverdと結婚したが、1944年に離婚。2度目の妻Kathryn Harkinとは1944年に結婚し、二児の父親にもなり、モステルが死去する1977年まで夫婦生活が続いた。

### 死去
1977年に急激な絶食ダイエットを行ったことが原因で、フィラデルフィアで行われていた舞台稽古の最中に衣裳部屋で倒れ、そのまま病院へ搬送された。その後容態は一時安定したが、4ヵ月後に大動脈瘤で死去。62歳だった。

## 出演作品

### 映画
- Du Barry Was a Lady (1943)
- 暗黒の恐怖 Panic in the Streets (1950)
- 脅迫者 The Enforcer (1951)
- Sirocco (1951)
- Mr. Belvedere Rings the Bell (1951)
- The Guy Who Came Back (1951)
- The Model and the Marriage Broker (1951)
- ゼロ・モステル Zero Mostel (1959) ※テレビ映画
- The World of Sholom Aleichem (1959) ※テレビ映画
- ローマで起った奇妙な出来事 A Funny Thing Happened on the Way to the Forum (1966)
- プロデューサーズ The Producers (1967)
- Monsieur Lecoq (1967)
- キャサリン大帝 Great Catherine (1968)
- 空かける強盗団 The Great Bank Robbery (1969)
- さまよえる天使 The Angel Levine (1970)
- ホット・ロック The Hot Rock (1972)
- Saga of Sonora (1973) ※テレビ映画
- Marco (1973)
- Rhinoceros (1974)
- Once Upon a Scoundrel (1974)
- Foreplay (1975)
- 怒りの凶弾 Journey Into Fear (1975)
- サムライ・コップ ～おとぼけクン～ Mastermind (1976)
- ウディ・アレンのザ・フロント The Front (1976)
- The Little Drummer Boy Book II (1976)
- ウォーターシップダウンのうさぎたち Watership Down (1978) ※声の出演

### テレビドラマ
- The Ford Theatre Hour (1949)
- Play of the Week (1959, 1961)
- The Electric Company (1972 - 1977)